# Gompertshausen
Gompertshausen est une ancienne commune allemande de l'arrondissement de Hildburghausen, Land de Thuringe.

## Géographie
Gompertshausen se situe dans la lande de Heldburg.
|            | Schlechtsart   | Westhausen           |
| Trappstadt | Gompertshausen | Bad Colberg-Heldburg |
|            | Hellingen      |                      |

## Histoire
Gompertshausen est mentionné pour la première fois en 1119 sous le nom de Gumpertshausen.
Gompertshausen est le théâtre d'une chasse aux sorcières entre 1616 et 1630. Dans la famille de Dorothea Scheer, trois femmes et un homme sont accusés de sorcellerie. Une est brûlée, une autre meurt de la torture, l'homme est banni. Une autre femme est exécutée en 1630.

## Personnalités liées à la commune
- Georg Goetz (1849-1932), philologue.

## Source, notes et références
- (de) Cet article est partiellement ou en totalité issu de l’article de Wikipédia en allemand intitulé « Gompertshausen » (voir la liste des auteurs).